# Flèche wallonne 1990
La Flèche wallonne 1990, 54e édition de la course, a lieu le 11 avril 1990 sur un parcours de 208 kilomètres, entre Spa et le mur de Huy. La victoire revient à l’Italien Moreno Argentin.
Sont présents au départ 194 cyclistes, dont 125 ont terminé la course. Le Néerlandais Gert-Jan Theunisse, initialement troisième à trois secondes du vainqueur, est contrôlé positif et déclassé.

## Classement final
| #   | Coureur              | Équipe       |    | Temps           |
| --- | -------------------- | ------------ | -- | --------------- |
| 1   | Moreno Argentin      | Ariostea     | en | 5 h 21 min 00 s |
| 2   | Jean-Claude Leclercq | Helvetia     | +  | 3 s             |
| DSQ | Gert-Jan Theunisse   | Panasonic    |    | 3 s             |
| 4   | Miguel Indurain      | Banesto      |    | 10 s            |
| 5   | Steven Rooks         | Panasonic    |    | 14 s            |
| 6   | Stephen Roche        | Histor-Sigma |    | 18 s            |
| 7   | Ron Kiefel           | 7 Eleven     |    | 22 s            |
| 8   | Raúl Alcalá          | PDM-Concorde |    | 29 s            |
| 9   | Robert Millar        | Z            |    | 37 s            |
| 10  | Davide Cassani       | Ariostea     |    | 45 s            |